# Біла (Старгардський повіт)
Біла (пол. Biała, нім. Ball) — село в Польщі, у гміні Добжани Старгардського повіту Західнопоморського воєводства.
Населення — 226 осіб (2011).
У 1975—1998 роках село належало до Щецинського воєводства.

## Демографія
Демографічна структура станом на 31 березня 2011 року:
|          | Загалом | Допрацездатний вік | Працездатний вік | Постпрацездатний вік |
| -------- | ------- | ------------------ | ---------------- | -------------------- |
| Чоловіки | 112     | 23                 | 76               | 13                   |
| Жінки    | 114     | 22                 | 63               | 29                   |
| Разом    | 226     | 45                 | 139              | 42                   |